# Кассии
Ка́ссии (лат. Cassii) — в Древнем Риме аристократический плебейский род. В источниках упоминается один патриций из этого рода, который был казнён за попытку захватить власть. Согласно одной из версий античной традиции, его сыновья были исключены или добровольно вышли из состава патрициата и стали предками Кассиев-плебеев.

## Известные представители
- Спурий Кассий Вецеллин (ум. 485 до н. э.), трёхкратный консул (в 502, 493 и 486 годах до н. э.), пытавшийся провести аграрный закон и казнённый за стремление к захвату власти;
- Гай Кассий Лонгин (ум. после 154 до н. э.), консул 171 года до н. э., цензор в 154 году до н. э.;
- Квинт Кассий Лонгин (ум. 164 до н. э.), городской претор Рима в 167 году до н. э., консул в 164 году до н. э.;
- Луций Кассий Лонгин Равилла (ум. после 113 до н. э.), народный трибун в 137 году до н. э., консул в 127 году до н. э. и цензор в 125 году до н. э. Именно Равилле приписывают выражение «cui bono?» («Кому выгодно?»). Предполагаемый сын предыдущего;
- Гай Кассий Лонгин (ум. после 124 до н. э.), консул 124 года до н. э., занимавший не позднее 127 года претуру;
- Луций Кассий Лонгин Равилла (ум. 107 до н. э.), консул 107 года до н. э.;
- Гай Кассий Лонгин (ум. после 87 до н. э.), консул 96 года до н. э., младший брат предыдущего;
- Гай Кассий Лонгин (ум. после 66 до н. э.), неудачливый противник восстания Спартака, консул 73 года до н. э., занимавший не позднее 76 года претуру. В 72 году до н. э. исполнял обязанности проконсула Цизальпийской Галлии;
- Квинт Кассий Лонгин (ум. 47 до н. э.), член коллегии плебейских трибунов в 49 году до н. э., наместник Дальней Испании в 48—47 годах до н. э. Предполагаемый брат одного из убийц Гая Юлия Цезаря и сын предыдущего;
- Гай Кассий Лонгин (ум. 42 до н. э.), участник парфянского похода Марка Лициния Красса и один из немногих, кто выжил в кровопролитном бою близ Карр. Один из главных убийц Юлия Цезаря, как и предыдущий, который мог приходиться Гаю Кассию братом, в 49 году до н. э. исполнял обязанности народного трибуна. В 42 году до н. э., совместно с ещё одним убийцей диктатора, Марком Юнием Брутом, возглавил на Балканах армию «республиканцев»;
- Гай Кассий Пармский (ум. 31/30 до н. э.), один из убийц Цезаря, драматург;
- Луций Кассий Лонгин (ум. после 11), консул-суффект 11 года, входивший в состав коллегии арвальских братьев;
- Кассий Север (ум. 32), писатель и выдающийся оратор времён правления императора Августа;
- Кассий Херея (ум. 41), военный трибун преторианской гвардии, один из убийц печально известного императора Калигулы;
- Луций Кассий Лонгин (ум. после 33), ординарный консул 30 года;
- Гай Кассий Лонгин (ум. после 70), юрист и политик, городской претор в 27 году, консул-суффект в 30 году;
- Луций Сервилий Ватия Кассий Камар — консул-суффект 112 года;
- Кассий Агриппа (ум. после 130), консул-суффект 130 года, после управлявший Бетикой;
- Публий Кассий Секунд — консул-суффект 138 года;
- Тиберий Лициний Кассий Кассиан — консул-суффект 147 года;
- Марк Кассий Аполлинар — консул-суффект 150 года;
- Гай Кассий Регалиан — консул-суффект 202 года;
- Луций Клавдий Кассий Дион Кокцеян (ум. после 230), крупный античный историк, составивший «Римскую историю» на древнегреческом языке;
- Кассий Дион — сын предыдущего, консул 291 года.